# Dance with Me (film, 2019)
Pour les articles homonymes, voir Dance with Me.
Pour plus de détails, voir Fiche technique et Distribution.
 Dance with Me (ダンスウィズミー, Dansu Wizu Mī) est un film musical japonais écrit et réalisé par Shinobu Yaguchi et mettant en vedette Ayaka Miyoshi. Il est sorti en 2019.

## Synopsis
À la suite d'une séance d'hypnose, Shizuka Suzuki se retrouve contrainte à chanter et à danser dès qu'elle entend de la musique. Déterminée à briser la malédiction, elle s'embarque alors dans un road trip à travers le Japon à la recherche de son hypnotiseur.

## Fiche technique
- Titre : Dance with Me
- Titre original : Dansu Uizu Mi
- Réalisation : Shinobu Yaguchi
- Scénario : Shinobu Yaguchi
- Production : Daisuke Sekiguchi , Takao Tsuchimoto
- Musique : GENTLE FOREST JAZZ BAND (ja), Takashi Nomura
- Photographie : Kazuhiro Taniguchi
- Pays d'origine : Japon
- Genre : Comédie musicale
- Distribution : Warner Bros.
- Durée : 103 minutes
- Date de sortie : 16 juin 2019 (Japon)

## Distribution
- Ayaka Miyoshi : Shizuka Suzuki
- Yuu Yashiro : Chie Saito
- Chay : Yoko Yamamoto
- Takahiro Miura (en) : Ryosuke Murakami
- Tsuyoshi Muro (en) : Yoshio Watanabe
- Akira Takarada : Machin Ueda
- Haruki Takagi : le collecteur de dettes

## Production
Le tournage a duré de juillet 2018 à septembre 2018.